# Меморіальний музей Голокосту (США)
38°53′12″ пн. ш. 77°01′57″ зх. д. / 38.886666666667° пн. ш. 77.0325° зх. д.

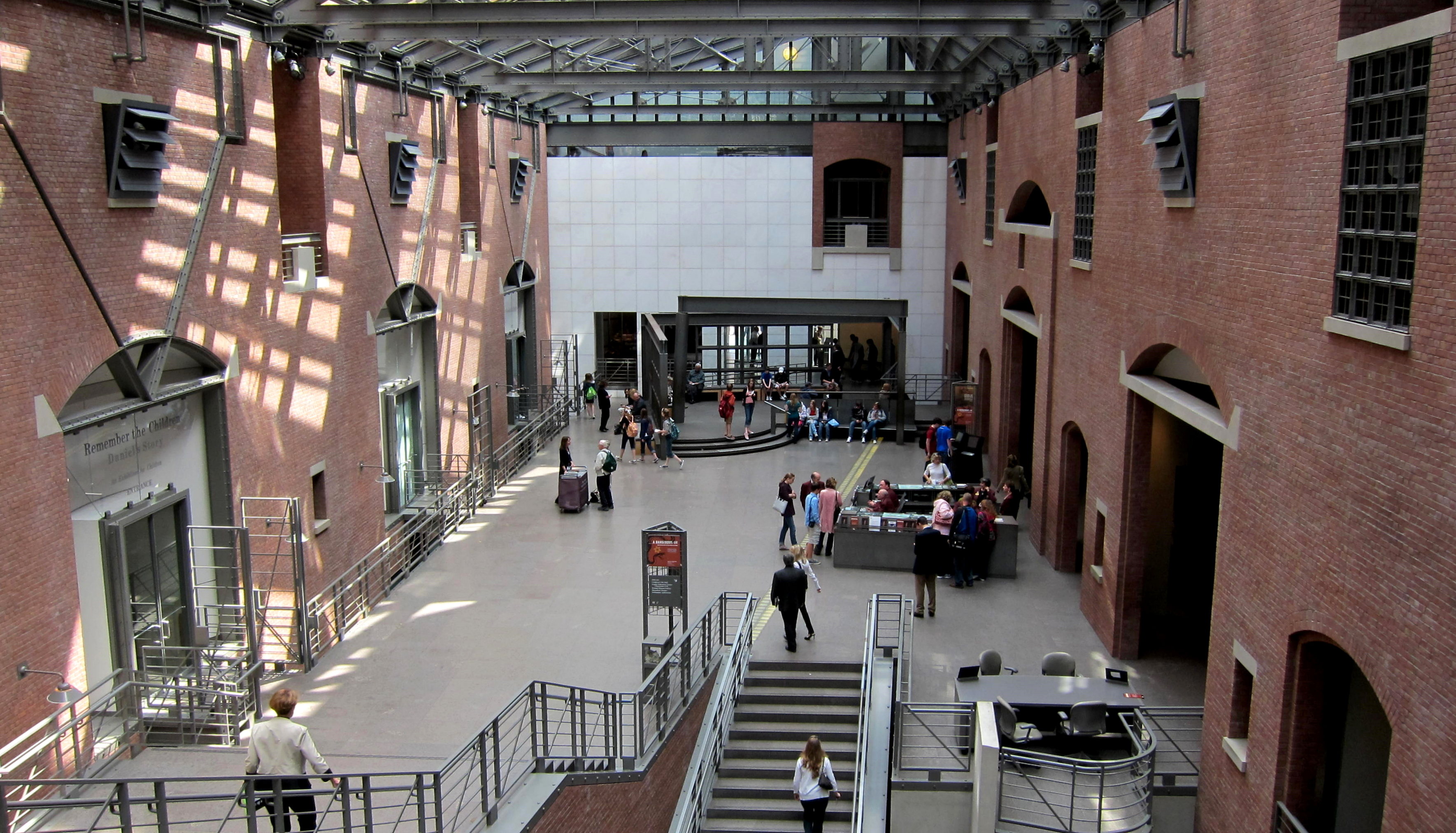
Всередині музею

Меморіальний музей Голокосту у США (англ. the United States Holocaust Memorial Museum) — офіційний меморіал Сполучених Штатів присвячений трагедії Голокосту. Меморіал забезпечує документацію, вивчення та інтерпретацію історії Голокосту. Музей створений, щоби допомогти лідерам та громадянам світу протистояти ненависті, запобігати геноциду, пропагувати людську гідність та зміцнювати демократію.
Станом на вересень 2018 року музей має операційний бюджет обсягом120,6 мільйона доларів. У 2008 році в музеї працювало близько 400 співробітників, 125 підрядників, 650 добровольців, 91 особа, що пережила Голокост, та 175 000 членів.
З часу свого відкриття 22 квітня 1993 року музей відвідувало майже 40 мільйонів осіб, у тому числі понад 10 мільйонів школярів, 99 голів держав та понад 3500 іноземних чиновників з понад 211 країн.
Колекції музею містять понад 12 750 артефактів, 49 мільйонів сторінок архівних документів, 85 000 історичних фотографій, список понад 200 000 зареєстрованих вижилих та їхніх сімей, 1000 годин архівних матеріалів, 93 000 бібліотечних предметів та 9 000 свідчень усної історії.

## Музейні фонди
Музейні фонди включають картини, мистецькі вироби, книги, брошури, рекламу, історичні кадри фільмів та відео, аудіо- та відео- свідчення, звукозаписи, меблі, архітектурні фрагменти, макети, машини, інструменти та інші офіційні записи, особисті речі, особисті папери, фотографії, фотоальбоми та текстиль. Доступ до цієї інформації можна також отримати через онлайнові бази даних.  